# Reichskolonialbund

Flagge des Reichskolonialbundes

Der Reichskolonialbund (RKB) war die Sammlungsorganisation unter Franz Ritter von Epp in der Zeit des Nationalsozialismus, in der zwischen 1933 und 1943 alle Kolonialorganisationen (u. a. Deutsche Kolonialgesellschaft) zusammengefasst waren. 

## Gründungsgeschichte
Es wird unterschiedlich dargestellt, ob es sich um eine zwangsweise Gleichschaltung oder um einen freiwilligen Zusammenschluss handelte, bei dem die verschiedenen Vereine, Verbände und Organisationen ihre Bemühungen und Kräfte zur Wiedererlangung der früheren deutschen Kolonien bündeln wollten.
Für einen freiwilligen Zusammenschluss spricht, dass es bereits früh Bestrebungen gab, die Kräfte der kolonialen Verbände zu bündeln und damit zu stärken. Ein Ergebnis dieser Bemühungen war 1922 die Gründung der „Kolonialen Reichsarbeitsgemeinschaft“ (KORAG). Über diverse Zwischenschritte kam es dann am 10. Juni 1933 zur Gründung des Reichskolonialbundes als Dachorganisation diverser, noch selbständiger Kolonialgesellschaften und Verbände. Erst in einem zweiten Schritt wurden im Frühjahr 1936 auf Druck der Nationalsozialisten zunächst die Einzelorganisationen aufgelöst und dann am 12. Mai 1936 ein gemeinsamer Verband, der neue Reichskolonialbund, als zentral gelenkte Organisation gegründet (Eintrag in das Vereinsregister am 12. Juni 1936). Als Bundesführer wurde Franz Ritter von Epp gewählt, der bereits seit Mai 1934 Reichsleiter des Kolonialpolitischen Amtes der NSDAP war. In der Literatur gibt es wegen der zweistufigen Entstehung gelegentlich missverständliche Angaben zum Gründungsdatum. Hauptgeschäftsführer und Stabsleiter war von 1936 bis 1938 Wilhelm Rümann.
Die Umwandlung bzw. Neugründung des RKB 1936 erfolgte jedoch nicht im Sinne der NSDAP, da es sich weiter um einen rechtlich selbstständigen Verein – mit der Betonung der Eigenständigkeit außerhalb der Parteiorganisation – handelte. Schon zwei Monate später sollte der Reichskolonialbund deswegen durch einen Erlass des „Stellvertreters des Führers“, Rudolf Heß, wieder aufgelöst werden. Erst nach langwierigen Verhandlungen zwischen von Epp und Hitler wurde dieser Auflösungserlass im Oktober 1936 wieder zurückgezogen. Der RKB ließ sich im Sinne des Regimes für Propagandazwecke instrumentalisieren und wurde dafür als parteiunabhängige Organisation toleriert.

## Wirken

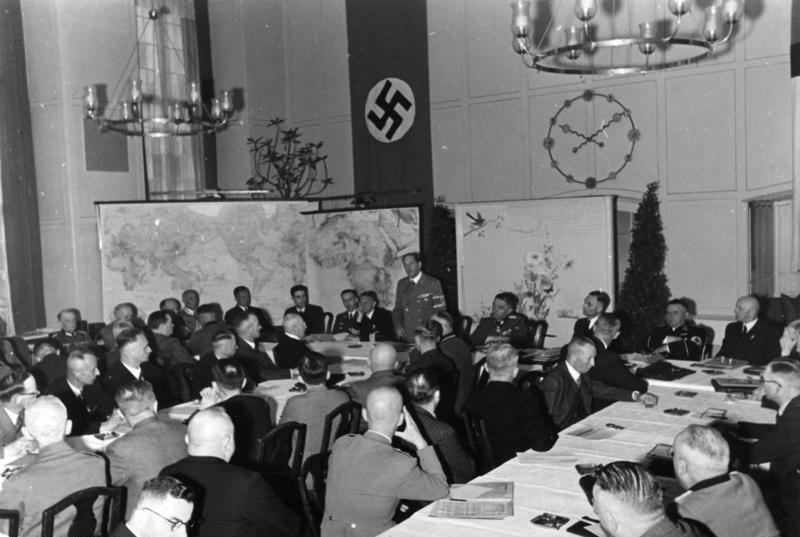
Veranstaltung zum Tag des Kolonialbundes am 30. Mai 1942 in München; Mitte stehend: Franz Ritter von Epp

Der Reichskolonialbund gab Zeitungen und eine Vielzahl von Agitationsschriften heraus, organisierte Vorträge und warb mit diversen Mitteln darum, die „koloniale Frage“ offen zu halten. Die Mittel dafür bezog er teils aus staatlicher Unterstützung, hauptsächlich aber aus Spenden, Mitgliedsbeiträgen und Verlagseinkünften (Bücher und Zeitungen). Die wichtigsten regelmäßigen Publikationen zwischen 1937 und 1943 waren „Kolonie und Heimat“ und die „Deutsche Kolonialzeitung“. Alf Bayrle gestaltete für den Reichskolonialbund Plakate und Postkarten.
Zum Dezember 1938 überschritt die Mitgliederzahl die ursprünglich von der NSDAP festgesetzte Höchstgrenze von 1 Million Mitglieder und wuchs weiter. Kurz vor der Auflösung gliederte sich der RKB am 1. Januar 1943 in 41 Gauverbände, ca. 900 Kreisverbände und 12.800 Ortsverbände. Er hatte inzwischen 2.160.000 Mitglieder, darunter ca. 50.000 ehrenamtliche Amtsträger. 
Der Reichskolonialbund führte neben dutzenden Kolonialausstellungen auch Reichskolonialtagungen durch: 1933 in Frankfurt, 1934 in Kiel, 1935 in Freiburg, (1936 in Breslau wurde abgesagt), 1938 in Bremen und 1939 in Wien.
Sitz der Bundesgeschäftsstelle war bis 1939 das Afrikahaus der DKG, Am Karlsbad 10, Berlin. Im Zuge der geplanten Umgestaltung Berlins sollte das Haus abgerissen werden und man war zum Umzug gezwungen. Die neue Zentrale wurde die Meinekestraße 18/19 in Berlin.

## Auflösung
Spätestens bei Beginn des Zweiten Weltkrieges (1939) nahm das Interesse der Staatsführung an einer weiteren Diskussion um die Wiedererlangung der früheren Kolonien stetig zugunsten der europäischen Eroberungen ab. Das Kriegsziel war der „Lebensraum im Osten“ und nicht die alten Kolonien. Nach Streichung der Zuschüsse und jahrelanger Duldung wurde der Reichskolonialbund schließlich zum 15. Februar 1943 auf Weisung von Martin Bormann aufgelöst und das Vermögen auf die NSDAP übertragen, also faktisch beschlagnahmt. 
Mit dem Kontrollratsgesetz Nr. 2 (Auflösung und Liquidierung der Naziorganisationen) vom 10. Oktober 1945 wurde der Reichskolonialbund durch den Alliierten Kontrollrat verboten und eine Neugründung untersagt. Im „Gesetz zur Entnazifizierung und Befreiung vom Militarismus“ vom 5. März 1946 wurde festgestellt, dass der Reichskolonialbund weder eine Gründung der NSDAP noch eine Parteiorganisation und auch nicht ein der NSDAP angeschlossener Verband war.

## Zeichen und Uniform

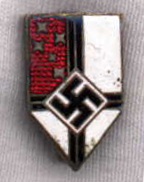
Mitgliedsabzeichen des Reichskolonialbundes: Wappenförmiger Anstecker in den Farben der Petersflagge mit Hakenkreuz

In der Zeit zwischen den Weltkriegen galt die Petersflagge, die Fahne der Deutsch-Ostafrikanischen Gesellschaft (DOAG) als vereinigendes Symbol aller Kolonialorganisationen. Nach der Gründung des (neuen) Reichskolonialbundes 1936 kam das Hakenkreuz in das Wappen. An der Zivilkleidung wurde die Mitgliedsnadel am Revers getragen.
Allerdings wurde das Abzeichen auch ohne Hakenkreuz weiter toleriert und häufiger als Aufnäher getragen. Auch die Fahnen waren regelmäßig ohne Hakenkreuze. Die Verbände der Kolonialjugend, die in die Hitlerjugend eingegliedert wurden, trugen es zusätzlich zu den Insignien der HJ. 
Der Reichskolonialbund hatte keine eigene Uniform. Regelmäßig wird die Uniform des Deutschen Kolonialkriegerbundes (DKKB) allerdings dafür gehalten, weil deren Angehörige bei Aufmärschen des RKB besonders auffielen. Alle DKKB-Mitglieder waren automatisch auch Angehörige des RKB und trugen bei Aufmärschen eine Uniform, die an die Uniform der früheren kaiserlichen Schutztruppe angelehnt war.